# Mimenicodes obliquatus
Mimenicodes obliquatus là một loài bọ cánh cứng trong họ Cerambycidae.